# Wahnesia microstigma
Wahnesia microstigma – gatunek ważki z rodziny Argiolestidae.
Owad ten jest endemitem Papui-Nowej Gwinei, znanym tylko z dwóch stanowisk w Górach Centralnych na Nowej Gwinei.